# راس اتکینز
راس اتکینز (انگلیسی: Ross Atkins؛ زادهٔ ۳ نوامبر ۱۹۸۹) بازیکن فوتبال اهل بریتانیا است.
از باشگاه‌هایی که در آن بازی کرده‌است می‌توان به باشگاه فوتبال دربی کانتی، باشگاه فوتبال برتون آلبیون، باشگاه فوتبال کراولی تاون، باشگاه فوتبال لیمینگتون، باشگاه فوتبال کیدرمینستر هاریرس، باشگاه فوتبال ساوتپورت، باشگاه فوتبال آلفرتون تاون، باشگاه فوتبال گرزلی، و باشگاه فوتبال تاموورث اشاره کرد.
وی همچنین در تیم‌های ملی فوتبال زیر ۱۸ سال انگلستان و زیر ۱۹ سال انگلستان بازی کرده‌است.